# Mokagonahal, Bellary
Mokagonahal là một làng thuộc tehsil Bellary, huyện Bellary, bang Karnataka, Ấn Độ.